# Eschenau (Sankt Julian)
Eschenau ist ein Ortsteil der im rheinland-pfälzischen Landkreis Kusel liegenden Ortsgemeinde Sankt Julian. Bis 1969 war der landwirtschaftlich geprägte Ort eine selbständige Gemeinde. Er verfügt jedoch nicht über den rechtlichen Status als Ortsbezirk.

## Lage
Eschenau liegt im Nordpfälzer Bergland unweit des orografisch linken Ufers des Glan im westlichen Teil der Gemarkung der Ortsgemeinde Sankt Julian. Die nahegelegene Schrammenmühle gehört wie die rechte Uferseite des Flusses bereits zum Ortsteil Gumbsweiler. Im näheren Umfeld von Eschenau befanden sich mit Haunhausen und Olscheid zwei Wüstungen.

## Geschichte

### Entwicklung bis 1900
Eschenau entstand im Hochmittelalter, das genaue Gründungsdatum ist unbekannt. Die erste urkundliche Erwähnung erfolgte entweder 1330 oder 1340 als Essenoe. Erste Eigentümer der Gemeinde waren die Herren von Montfort, die einen Teil der Wirtschaftserträge des Ortes an die Propstei St. Remigius abliefern mussten. Von 1798 bis 1814, als die Pfalz Teil der Ersten Französischen Republik (bis 1804) und anschließend Teil des Ersten Französischen Kaiserreichs war, war Eschenau in den Kanton Grumbach eingegliedert. Ab 1816 gehörte Eschenau wie die gesamte damalige Pfalz zum Königreich Bayern und war dem Landkommissariat Kusel zugeordnet.

### Ab dem 20. Jahrhundert
1928 hatte der Ort 216 Einwohner, die alle evangelisch waren und in 39 Wohngebäuden lebten.
Seit 1939 liegt der Ort im Landkreis Kusel. Im Zweiten Weltkrieg wurde Eschenau mehrfach Opfer von Bombardierungen aus der Luft, die in erster Linie die strategische bedeutsame Glantalbahn, an die der Ort seit 1904 angeschlossen war, treffen sollte. Im Februar 1945 wollten amerikanische Streitkräfte die unmittelbar am Bahnhof gelegene Brücke sprengen. Während das eigentliche Vorhaben nicht gelang, wurde das Dorf Eschenau durch diese Angriffe fast völlig zerstört; dies hatte zahlreiche Tote vor Ort zur Folge. Im März wurde besagte Brücke zwei weitere Male angegriffen.
Nach dem Zweiten Weltkrieg wurde er Teil des neu gebildeten Landes Rheinland-Pfalz. Im Zuge der rheinland-pfälzischen Funktional- und Gebietsreform wurde er in die Nachbargemeinde Sankt Julian eingegliedert. 2010 wurde außerdem der Bau eines neuen, der Trinkwasserversorgung dienenden Erdhochbehälter vor Ort genehmigt, da die benachbarten Pendants in Niederalben und Sankt Julian baufällig geworden waren.

## Eschenauer Wunner
Vor mehreren hundert Jahren existierte in Eschenau ein Steg über den nahe gelegenen Glan. Nach einem Hochwasser war dieser jedoch verschwunden. Nachdem die Dorfbewohner zunächst abwärts des Flusses nach ihm suchten, wollte einer dies in der entgegengesetzten Richtung tun und fand den Steg in einer benachbarten Gemeinde. Diese hatte das Hochwasser als günstige Gelegenheit wahrgenommen, um den Steg zu stehlen. Diese Geschichte gilt als das Eschenauer Wunner (=Wunder).

## Einwohnerentwicklung
1824 besaß die Gemeinde 139 Einwohner, 40 Jahre später waren es bereits 211. 1928 betrug die Einwohnerzahl 216 und stieg 1961 auf insgesamt 258 an. Zum Zeitpunkt der Eingemeindung nach Sankt Julian im Jahr 1969 besaß Eschenau 221 Einwohner. 2010 lebten 210 Menschen vor Ort.

## Wirtschaft und Infrastruktur

### Verkehr
Durch Eschenau verläuft die Bundesstraße 420. Von dieser zweigt die Kreisstraße 75 zur Schrammenmühle ab. 1904 erhielt der Ort in Form des Bahnhof Eschenau (Pfalz) an der aus strategischen Gründen errichteten Glantalbahn Anschluss an das Eisenbahnnetz. Wie die meisten Unterwegshalte im Abschnitt Altenglan–Lauterecken-Grumbach besaß er nur eine untergeordnete Bedeutung. 1985 wurde der Personenverkehr auf dieser Teilstrecke eingestellt, im Güterverkehr hatte der Bahnhof bereits zu diesem Zeitpunkt an Bedeutung verloren. Seit 2000 existiert auf der früheren Glantalbahn zwischen Altenglan und Staudernheim ein Draisinenbetrieb; seither befindet sich am früheren Bahnhof eine Draisinenstation. Auf der Trasse des bereits 1962 abgebauten zweiten Gleises befindet sich seit 2005 der Glan-Blies-Weg. Seit der Streckenstilllegung befinden sich in Altenglan und Lauterecken die nächstgelegenen Bahnhöfe.

### Infrastruktur
Eschenau besitzt einen historischen Ortskern. Mit dem früheren Empfangsgebäude, in dem inzwischen ein Kunstatelier untergebracht ist sowie einem Quereinhaus in der Flurstraße 2 existieren vor Ort insgesamt zwei Kulturdenkmäler.  Noch im 20. Jahrhundert existierten vor Ort außerdem ein Posthaus sowie eine protestantische Schule. Letztere wurde 1969 aufgegeben. Das frühere Schulhaus wurde inzwischen in ein Dorfgemeinschaftshaus umgewandelt.
Mit dem Wunnerverein, dem Landfrauenverein, und einem Gesangsverein gibt es in Eschenau drei Vereine. Ersterer organisiert den regional bedeutsamen Rock im Kuhstall und organisiert darüber hinaus Feste, Ausstellungen sowie Zeltlager. Am vierten Wochenende im Oktober findet zudem jährlich die sogenannte Kirmes von Eschenau statt.

## Sohn Eschenaus
- Walter Blauth (1924–2018), Orthopäde[12]